# Las Negras (área volcánica)
El área de Las Negras es una pequeña zona volcánica situada al este del cabo de Gata, en la provincia de Almería. Como todo el cabo de Gata, pertenece al municipio de Níjar.

## Aspecto y vulcanismo
Compuesto de andesitas y piroxenos. Se trata de una zona volcánica donde se hallan muchos domos de lava. Los conos volcánicos son también numerosos. Algunos están erosionados y otros tienen todavía el cráter casi colapsado. Al norte del área se encuentran los restos de una caldera, situada en las laderas de un inmenso domo, que es el Cerro Negro.

## Alrededores
Los pueblos más cercanos a la zona son Las Negras y Las Hortichuelas.